# Křižanovice (Chrudimi járás)
Křižanovice település Csehországban, a Chrudimi járásban. Křižanovice České Lhotice, Libkov, Liboměřice és Licibořice településekkel határos. Lakosainak száma 120 fő (2024. január 1.).

## Népesség
A település lakosságának változását az alábbi diagram mutatja:
| Lakosok száma | 155  | 180  | 175  | 301  | 132  | 118  | 112  | 120  | 124  | 120  |
|               | 1869 | 1890 | 1921 | 1950 | 1980 | 2001 | 2017 | 2019 | 2022 | 2024 |